# José María Cañas
José María Cañas Escamilla (Suchitoto, El Salvador, 23 de septiembre de 1809 - Puntarenas, Costa Rica, 2 de octubre de 1860), fue un militar salvadoreño, recordado principalmente por su papel destacado al frente del ejército costarricense, durante la Campaña Nacional de 1856-1857, que enfrentó a las naciones centroamericanas contra los filibusteros de William Walker

## Biografía
José María Cañas nació el 9 de septiembre de 1809 en el pueblo de Suchitoto, municipio del departamento de Cuscatlán, en El Salvador. Fue hijo de  José María Avilés e Inés Escamilla. Llegó a Costa Rica en 1840, entre los acompañantes del general Francisco Morazán Quesada que desembarcaron en Puntarenas, mientras Morazán continuaba viaje hacia el sur. Contrajo nupcias en 1853 con Guadalupe Mora Porras, hermana de los Presidentes Miguel Mora Porras y Juan Rafael Mora Porras.
En Costa Rica fue jefe sucesivamente de las aduanas de Moín, Cartago y Puntarenas. En 1847 fue Intendente General del Estado. También fue secretario de Hacienda, Guerra y Marina, gobernador de Puntarenas, gobernador y comandante de Moracia (Puntarenas) y ministro plenipotenciario en Centroamérica, durante los gobiernos de su cuñado Juan Rafael Mora Porras.

### La Campaña Nacional
¡Muchachos, ¿No habría entre tantos valientes alguno que quiera arriesgar la vida, incendiando el mesón para salvar a los compatriotas?
José María Cañas durante la batalla de Rivas, 11 de abril de 1857.

Cuando inició la Campaña Nacional de 1856-1857, fue colocado al frente del Ejército Expedicionario Costarricense, junto al hermano del presidente, José Joaquín Mora Porras. Durante la guerra, fue uno de los principales estrategas en casi todas las batallas acontecidas. Se distinguió por su pericia, arrojo y valor en la batalla de Rivas el 11 de abril de 1856. En esta batalla, ordenó la quema de un mesón durante estaba refugiado el enemigo, labor que fue encomendada al héroe nacional Juan Santamaría. Cañas comandó los ejércitos costarricenses en la tercera y más importante fase de la guerra contra el filibustero William Walker. En todas las fases de la guerra se hizo querer mucho de las tropas por su humanidad y su trato amable.
Posterior a la Campaña Nacional, en representación de Costa Rica firmó el tratado Cañas-Juárez, el tratado Cañas-Martínez y el tratado Cañas-Jerez, relativos a los límites con Nicaragua.

### Fallecimiento
Mi Lupita.

Voy a ser fusilado dentro de dos horas. No culpes a nadie en tu dolor por semejante suceso; y esto hazlo en memoria mía.

Reduce tu familia cuanto puedas para que puedas soportar tu pobreza. Probablemente no podrás conseguir nada de tus bienes; pero Dios a ninguno desampara.

Aquí poseo únicamente mi reloj y unos pocos reales que serán entregados a Manuel, quien entiendo irá a donde estas para consolarte.

Mis hermanos cuidarán de ti. Estoy muy seguro.
Carta de despedida del General Cañas a su esposa antes de ser fusilado. 1860.

En 1859, al ser derrocado su cuñado, se trasladó con él a El Salvador, donde tomó el puesto de comandante en jefe del ejército salvadoreño. Al año siguiente, Mora y Cañas regresaron a Costa Rica, con ánimo de recobrar el poder. Tras la batalla de La Angostura, la expedición fracasó y el general Cañas fue fusilado en Puntarenas el 2 de octubre de 1860. Su cuerpo fue sepultado por el comerciante francés Juan J. Bonnefil H, quien en 1866 los exhumó y enterró en su propiedad, para luego ser trasladados al antiguo Sagrario de la Catedral Metropolitana de San José. Posteriormente sus restos fueron trasladados al Cementerio General de San José, donde reposan en el mausoleo de su familia desde 1881.

## Legado
En Costa Rica se le rinde honor a Cañas como uno de los héroes de la Campaña Nacional de 1856-1857. Existen varios sitios que rinden homenaje a su memoria: el Parque Mora y Cañas (1918), construido en el sitio de Los Jobos, donde ambos, Juan Rafael Mora y Cañas, fueron fusilados. En San José, el Parque Cañas, ubicado frente a la Estación del Ferrocarril al Pacífico, lleva su nombre. Allí se encuentra una efigie en su honor.  En la sala N.º 2 del Museo Histórico Cultural Juan Santamaría de la ciudad de Alajuela se resguarda una bala con la que fue fusilado, y un trozo del árbol al que lo ataron.  La autopista ubicada entre San José y Alajuela lleva el nombre de General Cañas. Esta autopista es la principal conexión con el aeropuerto Juan Santamaría, por lo que ambas importantes infraestructuras llevan el nombre de héroes de la Campaña Nacional.
El general Cañas es bisabuelo del abogado, político y escritor Alberto Cañas Escalante, quien escribió una biografía sobre su ancestro: General José María Cañas: Vida y Legado (2003).
La Asamblea Legislativa de Costa Rica, por acuerdo 181 del 6 de marzo de 1957, lo declaró Defensor de la Libertad y Benemérito de la Patria.

## Galería

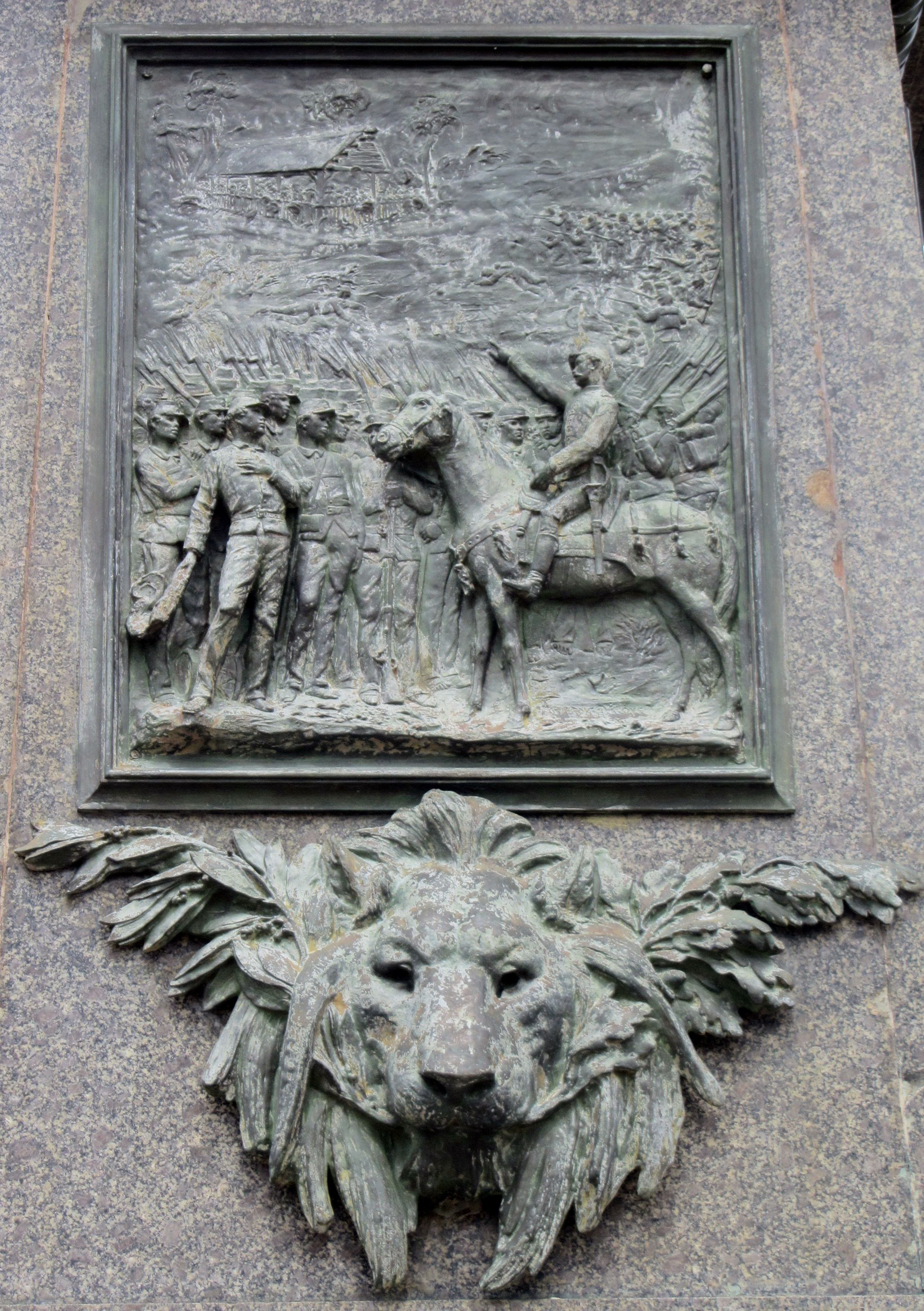
El general Cañas (a caballo) exhorta a los soldados a quemar el mesón durante la batalla de Rivas. Bajorrelieve de Deloy en el Monumento a Juan Santamaría.
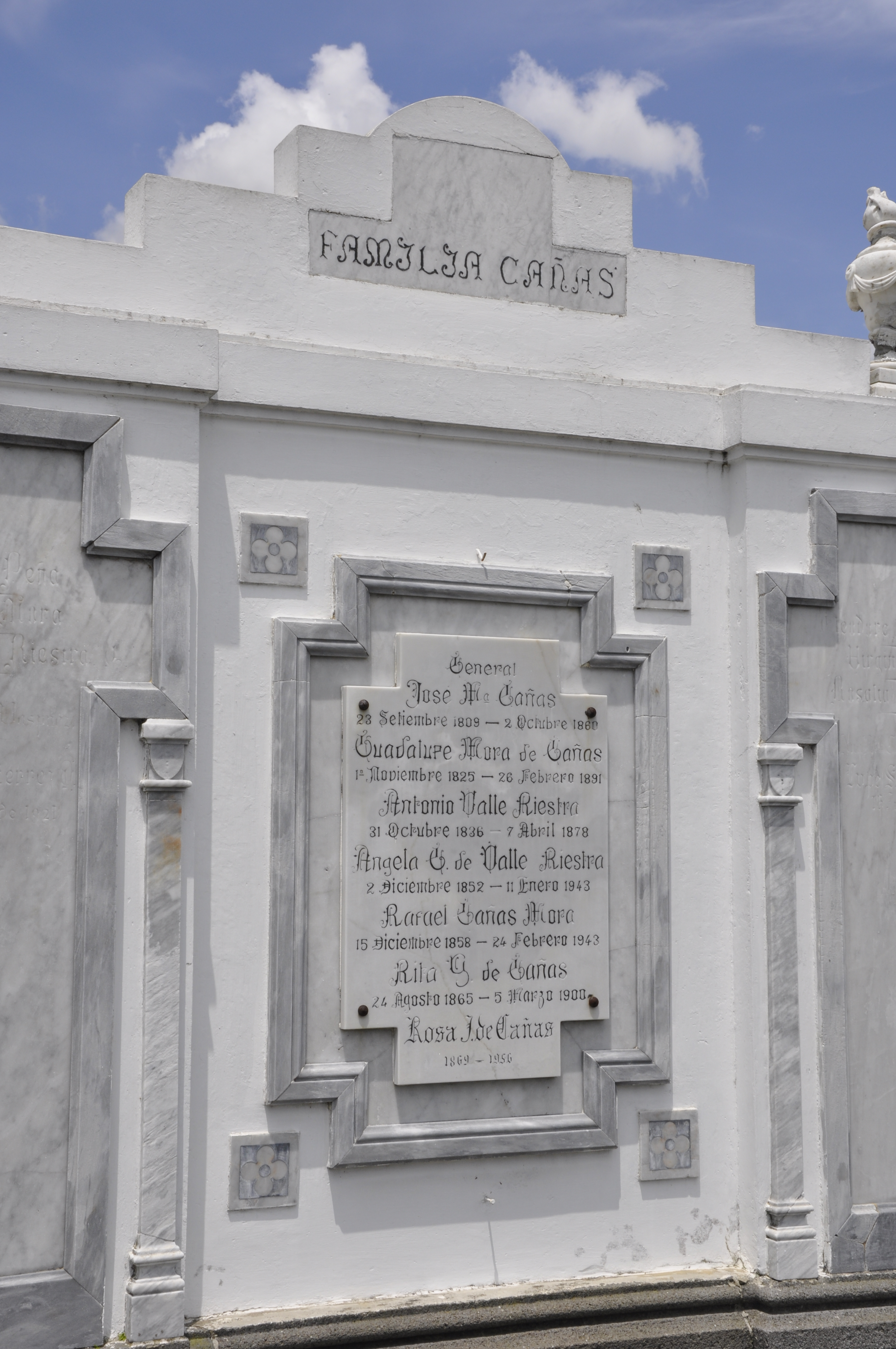
Tumba del General Cañas y su esposa, Guadalupe Mora, en el Cementerio General, San José, Costa Rica.
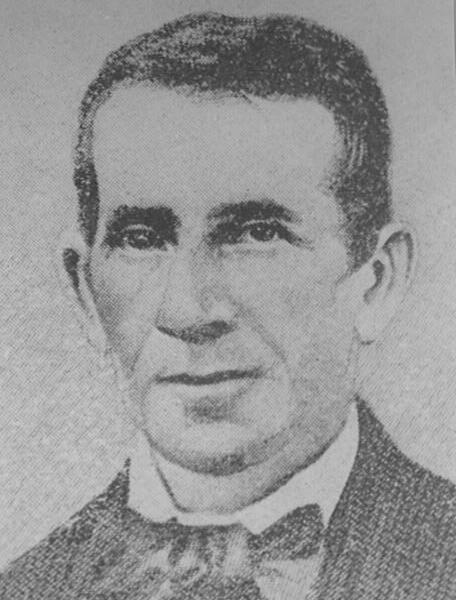
Fotografía del General Cañas en el salón de los beneméritos de la Asamblea Legislativa de Costa Rica.
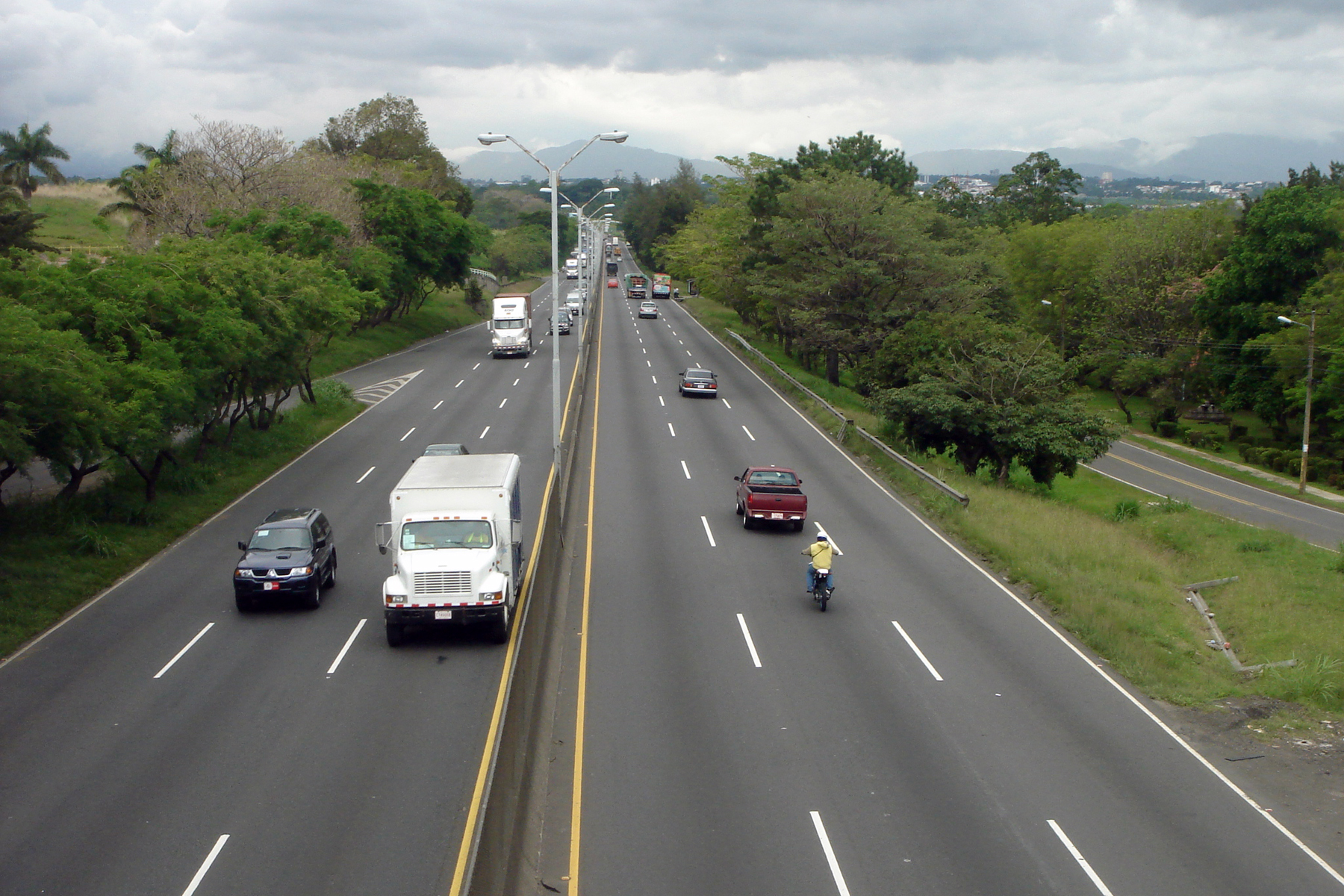
La autopista General Cañas comunica las ciudades de San José y Alajuela.